# Плахотник Володимир Миколайович
Плахотник Володимир Миколайович (нар. 14 вересня 1940 — пом. 27 січня 2007) — український вчений-хімік, заслужений діяч науки і техніки, доктор хімічних наук, професор, науковий керівник галузевої науково-дослідної лабораторії Дніпровського національного університету залізничного транспорту імені академіка В. Лазаряна, керівник Дніпропетровського відділення Національного Екоцентру України.

## Біографія
Народився 14 вересня 1940 року в Орловському районі Ростовської області.
З 1976 року (за іншими даними з 1970) по 2007 очолював кафедру «Хімія та інженерна екологія» Дніпровського національного університету залізничного транспорту імені академіка В. Лазаряна, був науковим керівником галузевої науково-дослідної лабораторії «Охорона навколишнього середовища на залізничному транспорті» (ДНУЗТ).
За цей період кафедра формує головні наукові спеціалізації у галузі хімії неорганічних фторидів та охорони довкілля на залізничному транспорті, які успішно працюють до сьогодні.
З 1996 року працював експертом з екологічної безпеки залізничного транспорту міжнародної Організації співробітництва залізниць.
Академік Української екологічної академії наук, Міжнародної академії комп,ютерних наук та систем, Транспортної академії України, Академії наук технологічної кібернетики України, член Українського електрохімічного товариства. Член наукових Рад НАН України та Російської академії наук.
Був головою науково-методичної Ради з екології Міністерства транспорту та зв'язку України, а також керівником Дніпропетровського відділення Національного Екоцентру України.
Помер 27 січня 2007 року.

## Нагороди
- Лауреат премії імені Д. І. Менделєєва (1967)
- Звання «Почесний залізничник»  (1978)
- Знак «Срібна медаль ВДНГ СРСР» (1979)
- Медаль «За трудову доблесть» (1981)
- Міжнародне звання «Соросівський професор» (1996)
- Медаль імені Л.А. Чугаева (2003)
- Заслужений діяч науки і техніки України (18 січня 2007) - за заслуги у державному будівництві, вагомий внесок у розвиток і зміцнення демократичної, соціальної і правової України та з нагоди Дня Соборності України[3];

## Науковий доробок
Автор понад 500 наукових праць у наукових виданнях України, Росії, США, Німеччині, Франції, Австралії тощо, більше 100 патентів, 3 монографій в області транспортної екології. Під його науковим керівництвом захищено 15 дисертацій та виконано більш ніж 150 науково-дослідних робіт та науково-технічних проектів.

## Найважливіші публікації
- Стехиометрия / И. Г. Рысс, В. Н. Плахотник, Л. П. Богданова. - Днепропетроск : [б. и.], 1972. - 38 с. - (ДИИТ)
- Правила безпеки та порядок ліквідації наслідків аварійних ситуацій з небезпечними вантажами при перевезенні їх залізничним транспортом : Затв. наказом Міністерства транспорту України від 16.10.2000 р. № 567 / В.М. Плахотник, Н.Ю. Сорока, Л.М. Тригуб. - К. : [б. и.], 2001. - 886 с.
- Природоохранная деятельность на железнодорожном транспорте Украины: проблемы и решения / В. Н. Плахотник, Л. А. Ярышкина, А. Н. Бойченко и др. — К. : Транспорт Украины, 2001. — 244 с.
- Железные дороги мира в ХХІ веке: Монография / Г. Н. Кирпа, В. В. Корниенко, А. Н. Пшинько, Е. П. Блохин, Б. Е. Боднарь, С. В. Мямлин, В. Н. Плахотник, И. П. Корженевич ; Под общ. ред. Г. Н. Кирпы. — Днепропетровск: Изд-во Днепропетр. нац. ун-та ж.-д. трансп. им. акад. В. Лазаряна, 2004. — 224 с.
- Хімія з основами біогеохімії: Підручник для вузів. Ч.1. Хімія / В.М. Плахотник, В.Б. Тульчинський та інші  ; За ред. В.Ю. Некоси. - Х. : [б. и.], 2008. - Бібліогр.: с.497-498.